# 佐洛奥帕蒂
佐洛奥帕蒂，是匈牙利佐洛州所辖的一个村，总面积23.42平方公里，总人口1665，人口密度71.1人/平方公里（2010年1月1日）。